# Notre-Dame-de-Bliquetuit
Notre-Dame-de-Bliquetuit is een gemeente in het Franse departement Seine-Maritime (regio Normandië) en telt 629 inwoners (2005). De plaats maakt deel uit van het arrondissement Rouen.

## Geografie
De oppervlakte van Notre-Dame-de-Bliquetuit bedraagt 9,7 km², de bevolkingsdichtheid is 64,8 inwoners per km².
De onderstaande kaart toont de ligging van Notre-Dame-de-Bliquetuit met de belangrijkste infrastructuur en aangrenzende gemeenten.

## Demografie
Onderstaande figuur toont het verloop van het inwonertal (bron: INSEE-tellingen).